# 190年代
| 千纪： | 1千纪                                                                                  |
| 世纪： | 1世纪 \| 2世纪 \| 3世纪                                                                |
| 年代： | 160年代 \| 170年代 \| 180年代 \| 190年代 \| 200年代 \| 210年代 \| 220年代              |
| 年份： | 190年 \| 191年 \| 192年 \| 193年 \| 194年 \| 195年 \| 196年 \| 197年 \| 198年 \| 199年 |

## 大事记
- 190年，中國各地官員起兵，反抗董卓。董卓挾天子遷都長安。

- 191年，孙坚击刘表，败，刘表占据长沙，被封为荆州刺史。
- 袁绍击败韩馥，占据邺。
- 荀彧投靠曹操，后成为曹的主要谋士之一。
- 刘备被封为徐州牧。

- 192年，柏提那克斯成为罗马帝国皇帝。
- 王允和吕布合谋杀死董卓。
- 袁绍与公孙瓒界桥之战、巨马水之战、龙凑之战。
- 袁术击袁遗扬州之战。
- 董卓旧部李傕、郭汜率兵十余万攻入长安，又和韩遂，马腾的兵马交战，关中大乱。吕布和张辽等将领和军队逃奔华东。
- 曹操击黑山军武阳之战。
- 曹操破黄巾军兖州之战。
- 诸葛亮逃亡荆州。
- 193年，罗马帝国发生了五帝之年（罗马帝国在一年内出现了5位皇位的争夺者，他们分别是佩蒂纳克斯、尤利安努斯、佩斯切尼乌斯·奈哲尔、克劳狄乌斯·阿尔拜努斯和塞普蒂米乌斯·塞维鲁），直到197年2月19日塞普蒂米乌斯·塞维鲁击败其他的争夺者而结束。

- 195年，孙策打败扬州刺史刘繇，逐步占领江东。

- 196年，曹操挟持汉献帝到许昌并控制了东汉朝廷，“挟天子以令诸侯”。

- 197年，袁术称帝。
- 宛城之战，张绣击败曹操。

- 198年，曹操消灭了吕布的势力。

- 199年，袁绍消灭了公孙瓒的势力。

## 出生
- 马谡
- 曹植
- 曹沖

## 逝世

### 190年
- 雅典那哥拉
- 华雄
- 劉辯

### 191年
- 韓馥
- 孙坚

### 192年
- 康茂德
- 蔡邕
- 董卓
- 盧植
- 王允
- 张芝

### 194年
- 劉焉
- 陶謙

### 195年
- 皇甫嵩
- 张邈
- 臧洪

### 197年
- 曹昂
- 典韦
- 李傕

### 198年
- 陈宫
- 高順
- 吕布

### 199年
- 袁术
- 公孙瓒

張繡